# Листки Курсов ритмической гимнастики
Листки Курсов Ритмической Гимнастики, орган Курсов Ритмической Гимнастики, специализированный журнал, посвящённый методологии, истории, теории, практике музыкально-ритмического воспитания (ритмики).
Журнал учреждён в 1912 в Санкт-Петербурге, первый номер вышел в январе 1913 г. Основатель, гл.редактор и издатель — кн. С. М. Волконский. Выходил 3 раза в год. Журнал был основан для освещения вопросов ритма в самых разнообразных сферах деятельности: культуре, науке, медицине, образовании, искусстве. В нём печатались практические и теоретические статьи, документальные сведения (хроника курсов, существовавших по всему миру).

## Примеры статей
Жак-Далькроз писал о современном балете: «Балет умер. Только ритмическое воспитание может вдохнуть в него новую жизнь». Основной, наиболее кратко формулируемый принцип ритмического воспитания — «принцип подчинения движения музыке и передача звуковых длительностей в длительностях пластического движения».
В январском номере сообщается, что «Ученица Хеллерауского Института, г-жа Рамбер, приглашена учительницей Ритмической Гимнастики и мимисткой в Дягилевский балет». Вот что пишет об этом Григорьев, режиссёр Дягилевской антрепризы: для работы над «Весной Священной» Дягилев попросил Жака-Далькроза рекомендовать кого-то из своих учеников. Далькроз прислал Мари Рамбер…". О деятельности Рамбер в Дягилевской антрепризе можно также прочитать у Claire-Lise Dutoit: «Мари Рамбер была приглашена дать серию демонстраций-показов в 1911. Через неё, ставшей членом Дягилевского балета, труппа приобщилась к эвритмике». В том же номере в разделе «Хроника» сообщается, что среди театров, где введено преподавание ритмической гимнастики, есть и Дягилевский балет. «С нынешнего учебного года Р. Г. по системе Далькроза введена, как обязательный предмет, в программу Школы Балетного Искусства, учрежденной В. Д. Москалевой и руководимой заслуж.арт. Императорских театров О. О. Преображенской».

## Круг основных авторов
- кн. С. М. Волконский,
- д-р Вольф Дорн,
- Густав Гюльденштейн,
- д-р А.Владимирский,
- Этель Ингам,
- Э.Жак-Далькроз,
- И. Клейнот,
- Н. Баженов,
- Т. Покровский,
- Ш. Пфеффер,
- В. Сеземан,
- А. Зальцман,
- И. Падеревский,
- С. Галяшкин,
- Я. Линцбах,
- Евг. Полякова.

## Окончание издания
Издание прекратилось в октябре 1914, в связи с 1 мировой войной и закрытием курсов. Журнал послужил началом целого ряда подобных изданий:
«В мае текущего года начали выходить издаваемые Жак-Далькрозом „Листки“ — „Berichte der Dalcroze-Schule“»; в Лондоне «тоже выходят „Листки“ — „The Dalcroze College Journal“, издание „Далькрозовской Эвритмической Школы“, директор П. Б. Ингам». Из существующих сейчас изданий нужно упомянуть Le Rythme, официальный бюллетень Federation Internationale des Enseignants de Rythmique (F.I.E.R.), Женева (выходит на англ., франц. и нем.языках).

## Издание
- Листки Курсов Ритмической Гимнастики, СПб, N 1, январь 1913
- N 2, март 1913
- N 3, октябрь 1913
- N 4, январь 1914;
- N 5, март 1914
- N 6, октябрь 1914